# Paspalum crispatum
Paspalum crispatum är en gräsart som beskrevs av Eduard Hackel. Paspalum crispatum ingår i släktet tvillinghirser, och familjen gräs. Inga underarter finns listade i Catalogue of Life.